# Heggur, Bilgi
Heggur là một làng thuộc tehsil Bilgi, huyện Bagalkot, bang Karnataka, Ấn Độ.